# Rio Drăgoiu
O Rio Drăgoiu é um rio da Romênia, afluente do Strâmbu, localizado no distrito de Braşov.